# Filetairos

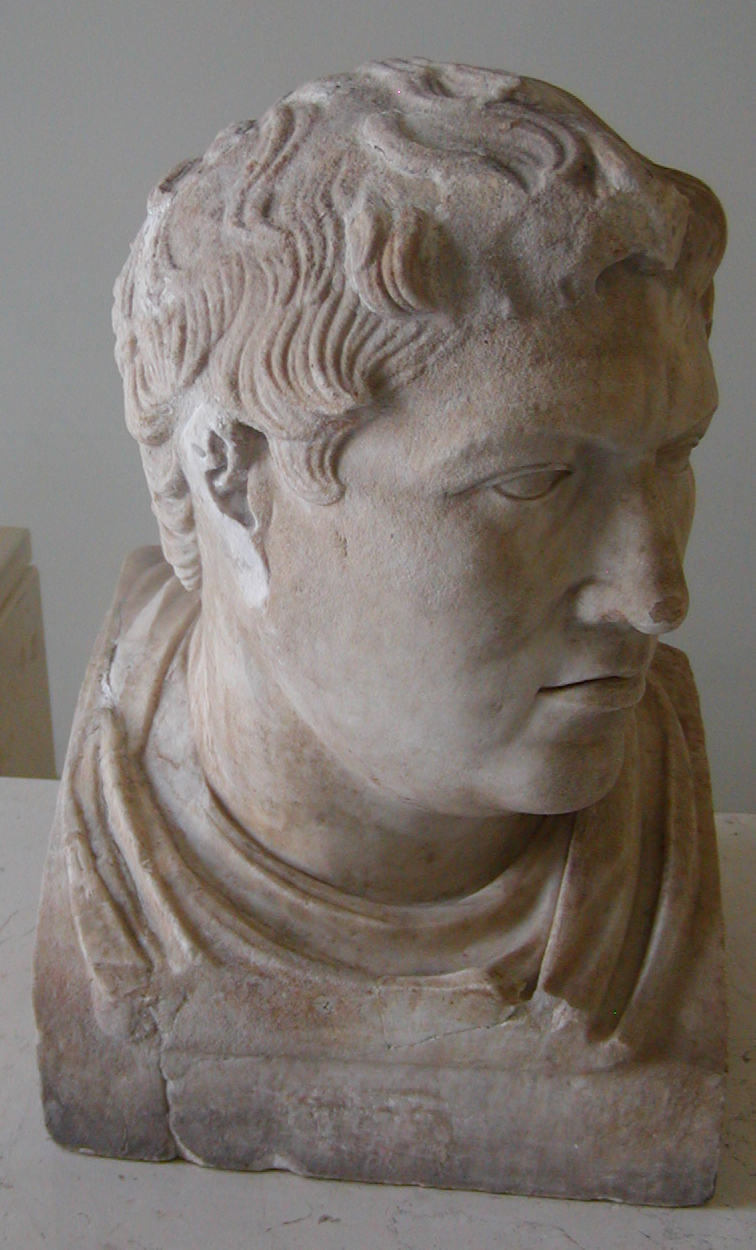
Filetairos av Pergamon.

Filetairos från Tieium, född cirka 343 f.Kr. i Tieium, Paflagonien, död 263 f.Kr., var en makedonisk befälhavare, härskare av Pergamon och grundare av den attalidiska dynastin.
Filetairos kom från Tieium i närheten av floden Parthenios i nuvarande Turkiet. Han hade två bröder: Eumenes och Attalos. Efter en olycka i barndomen blev han eunuck.
Diadochen Lysimachos insatte honom som ståthållare i Pergamon och därmed ansvarig för statskassan i Thrakien och Mindre Asien, som då uppgick till 9 000 talenter. Han var lojal mot Lysimachos, men efter att ha blivit förolämpad av dennes fru Arsinoë försämrades deras förhållande och han gick därför över till Seleukos Nikator när krig bröt ut mellan de två härskarna. Efter att Lysimachos och Seleukos båda dött 281 kunde han styra mer eller mindre självständigt, och under hans tjugoåriga regering utvidgades Pergamon och blev en välmående stat. Hans brorson Eumenes ärvde hans rike.